# 杜鵑座BQ
杜鵑座BQ，又名CP-63 83，HD 5276、SAO 248276、HR 257，是杜鵑座的一颗恒星，视星等为5.7，位于銀經302.51，銀緯-54.25，其B1900.0坐标为赤經0h 49m 28.3s，赤緯-63° -54.25′ 52″。